# Stelling van Montel
In de complexe functietheorie, een deelgebied van wiskunde is de stelling van Montel een stelling over families van holomorfe functies. De stelling is naar Paul Montel genoemd en zegt dat een familie van holomorfe functies, die op een open deelverzameling is gedefinieerd van complexe getallen, dan en slechts dan normaal is als deze familie lokaal begrensd is. Dat wil zeggen voor een familie {\displaystyle {\mathcal {F}}} van functies op een open complexe verzameling {\displaystyle D} die complex-differentieerbaar zijn in een omgeving van ieder punt, zijn de onderstaande twee uitspraken equivalent.
1. Iedere rij van functies in {\displaystyle {\mathcal {F}}} heeft een deelrij die uniform convergeert op compacte deelverzamelingen.
2. Voor elk punt {\displaystyle x\in D} bestaat er een omgeving {\displaystyle U} van {\displaystyle x} en een bovengrens {\displaystyle B} zodanig dat alle functies in {\displaystyle {\mathcal {F}}} een complexe norm hebben ten hoogste gelijk aan {\displaystyle B}, als zij beperkt zijn tot de omgeving {\displaystyle U}.

Een gelijkwaardige stelling geldt in een montel-ruimte.

## Websites
- (en)  ProofWiki. Montel's Theorem